# Pilea wightii
Pilea wightii är en nässelväxtart som beskrevs av Hugh Algernon Weddell. Pilea wightii ingår i släktet pileor, och familjen nässelväxter. Inga underarter finns listade i Catalogue of Life.